# 錫伯溫鎮區 (密歇根州)
錫伯溫鎮區（英語：Sebewaing Township）是位於美國密歇根州休倫縣的一個行政鎮區。

## 地方資料
錫伯溫鎮區的面積為85.00平方千米，當中陸地面積為84.40平方千米，而水域面積為0.60平方千米。根據2020年美國人口普查的數據，當地共有人口2678人，而人口密度為每平方千米31.51人。